# Varennes-sur-Morge

Varennes-sur-Morge este o comună în departamentul Puy-de-Dôme, Franța. În 1 ianuarie 2022 avea o populație de 432 de locuitori.